# پرت پلیس (کالیفرنیا)
پرت پلیس (به انگلیسی: Pratt Place) یک منطقهٔ مسکونی در ایالات متحده آمریکا است که در شهرستان مندوسینو، کالیفرنیا واقع شده‌است. پرت پلیس ۵۲۵ متر بالاتر از سطح دریا واقع شده‌است.